# Bryde-Insel
Die Bryde-Insel (französisch Île Bryde) ist eine Insel, die unmittelbar südwestlich zur Lemaire-Insel vor der Danco-Küste des Grahamlands auf der Antarktischen Halbinsel liegt.
Entdeckt haben sie Teilnehmer der Belgica-Expedition (1897–1899) unter der Leitung des belgischen Polarforschers Adrien de Gerlache de Gomery. Dieser benannte die Insel nach dem norwegischen Geschäftsmann Johan Bryde (1858–1925), Interessensvertreter für die Forschungsreise in Norwegen.